# Lisa Goes Gaga
Lisa Goes Gaga, titulado Lisa está Gaga en España y Lisa y Lady Gaga en Hispanoamérica, es el vigesimosegundo y último episodio de la vigesimotercera temporada de la serie de animación Los Simpson. Se emitió el 20 de mayo de 2012 en Estados Unidos por FOX y en 22 de julio del mismo año en Hispanoamérica en FOX Latinoamérica.

## Desarrollo
El episodio fue escrito por Tim Long y dirigido por Matthew Schofield. Gaga estrella invitada en el episodio, que retrata a una versión animada de sí misma. Un fan de la serie, que fue provocada por el productor ejecutivo Al Jean, quien escribió un guion de James L. Brooks vio una entrevista de ella en 60 minutos. El equipo de diseño concebido fue de dieciocho trajes para complementar personaje excéntrico de Gaga, que satirizaba a varios de sus trajes, incluyendo su vestido de carne. La grabación de las sesiones de "Lisa Goes Gaga" tuvo lugar en Los Ángeles, California, durante cuatro días en agosto de 2011. La respuesta crítica al episodio fueron mixtos; los críticos alabaron la actuación de Lady Gaga y la trama disgustó al público en general. La audiencia norteamericana fue de 4.790.000 espectadores estadounidenses sobre su emisión inicial.

## Resumen
Lady Gaga pasa a través de Springfield en tren cuando se dirigía a un concierto; cuando percibe la baja autoestima de la ciudad, para en la estación de tren y anima a toda la ciudad. Sin embargo, sus ánimos no surten efecto en Lisa, que fue elegida como la estudiante más impopular por sus compañeros. Lisa, tratando de revertir su estatus como la chica menos popular de la escuela, comienza a escribir en nombre de otra persona cosas positivas acerca de sí misma en el blog de la escuela bajo el seudónimo "Truth Teller".
Cuando Bart descubre su secreto lo revela a la escuela, con lo que su rango social cae a un nuevo mínimo, hasta que la fuerza psíquica de Lady Gaga detecta que Lisa necesita su ayuda inmediatamente. Tras muchos intentos fallidos de Lady Gaga por animar a Lisa, Lisa se da cuenta de que su arrebato la ayudó, porque finalmente expresa su ira en lugar de guardarla en su interior, convirtiendo la misión de Lady Gaga en un éxito. Lisa habla con Lady Gaga justo antes de que ella salga de la ciudad, y le pide disculpas. Tras ser perdonada, Lisa y Lady Gaga realizan un dueto juntas, a pesar de que Lisa era reacia a hacerlo en un primer momento. Con la ayuda de Lady Gaga, Lisa y todo el pueblo de Springfield se dan cuenta de que ser uno mismo es mejor que ser como cualquier otra persona. Lady Gaga abandona Springfield en tren, Moe corre hacia ella y le pregunta si le puede ayudar también, pero Lady Gaga se niega, afirmando que ella no es tan buena. Moe se da vuelta y camina a través de las vías del tren, y es arrollado por otro tren.

## Producción

Lady Gaga aparece como estrella invitada, como sí misma.

En agosto de 2011, se reveló que Gaga haría una aparición especial en el show como ella misma. Las sesiones de grabación para el episodio tuvieron lugar en Los Ángeles, California, durante un período de cuatro días a partir del 22 de agosto. En una entrevista con Entertainment Weekly, Gaga expresó que su aspecto era "un poco nervioso" y que "nunca" se hace la voz en off todos los días de la semana". Ella continuó: "Sus personajes son tan asombrosamente convincentes, sinceros, salvajes y divertidos, que tenía que recordarme a mí misma constantemente de la sinceridad del humor, que es lo que estaba tratando de hacer: concentrarme en no poner en un personaje demasiado, y realmente fui tan sincera como pude con las líneas". A pesar de estas emociones iniciales, Gaga exclamó que trabajar con el personal del programa era "una de las mejores cosas que ella ha hecho".Los productores de Los Simpson quedaron impresionados con el rendimiento de Lady Gaga, citando aspectos más destacados como la voz de acción amplia y sus habilidades con la improvisación. El creador de la serie, Matt Groening manifestó una reacción similar. En su entrevista con Entertainment Weekly dijo que "desde el principio, siempre he querido tener a los personajes más emblemáticos de nuestro tiempo, y ya está hecho". En una entrevista con Broadway.com, Yeardley Smith declaró que "se sorprendió de que ella tenga tiempo en su agenda para venir a nuestro estudio a grabar." En una entrevista con E! Online, Groening comentó además sobre la apariencia de Gaga; "Lo mejor de tener a Lady Gaga (como personaje invitada) es que aparece varias veces y siempre con un atuendo diferente. Por ejemplo, sale de la habitación y vuelve después del descanso con un traje nuevo. Fue increíble. La única vez que se quitó el sombrero fue porque le daba golpes al micrófono."
El equipo de diseño para la serie concibió dieciocho diseños de ropa para elogiar la reputación extravagante y excéntrica de Gaga, a pesar de no colaborar con cualquiera de los estilistas de Gaga como el director creativo Nicola Formichetti.Debido a las apariencias no convencionales de los equipamientos, a Jean le fue dada más libertad para animar la gran variedad de trajes, como esos cambios rápidos "no sería posible en la vida real". Jean añade "Hay un momento en el episodio cuando ella comienza a salir con su pelo para bajo. Entonces, hay una cortina estirada en frente de ella, y en cuestión de segundos, ella tiene una ropa completamente diferente con un sujetador de cono y su cabello está todo grande y rizado, que en la vida real probablemente tardaría ocho horas".Muchos de los figurines fueron inspirados a partir de equipamientos anteriores que Gaga había usado, incluyendo el vestido de carne y su élitro, el vestido de sapo. "Nosotros hicimos un montón de investigación, mirando de vuelta para sus vestidos antiguos, ella está realmente en un millón de cosas diferentes, tenía un millón de miradas diferentes".